# Homenaje al folklore asturiano y a Juanín de Mieres

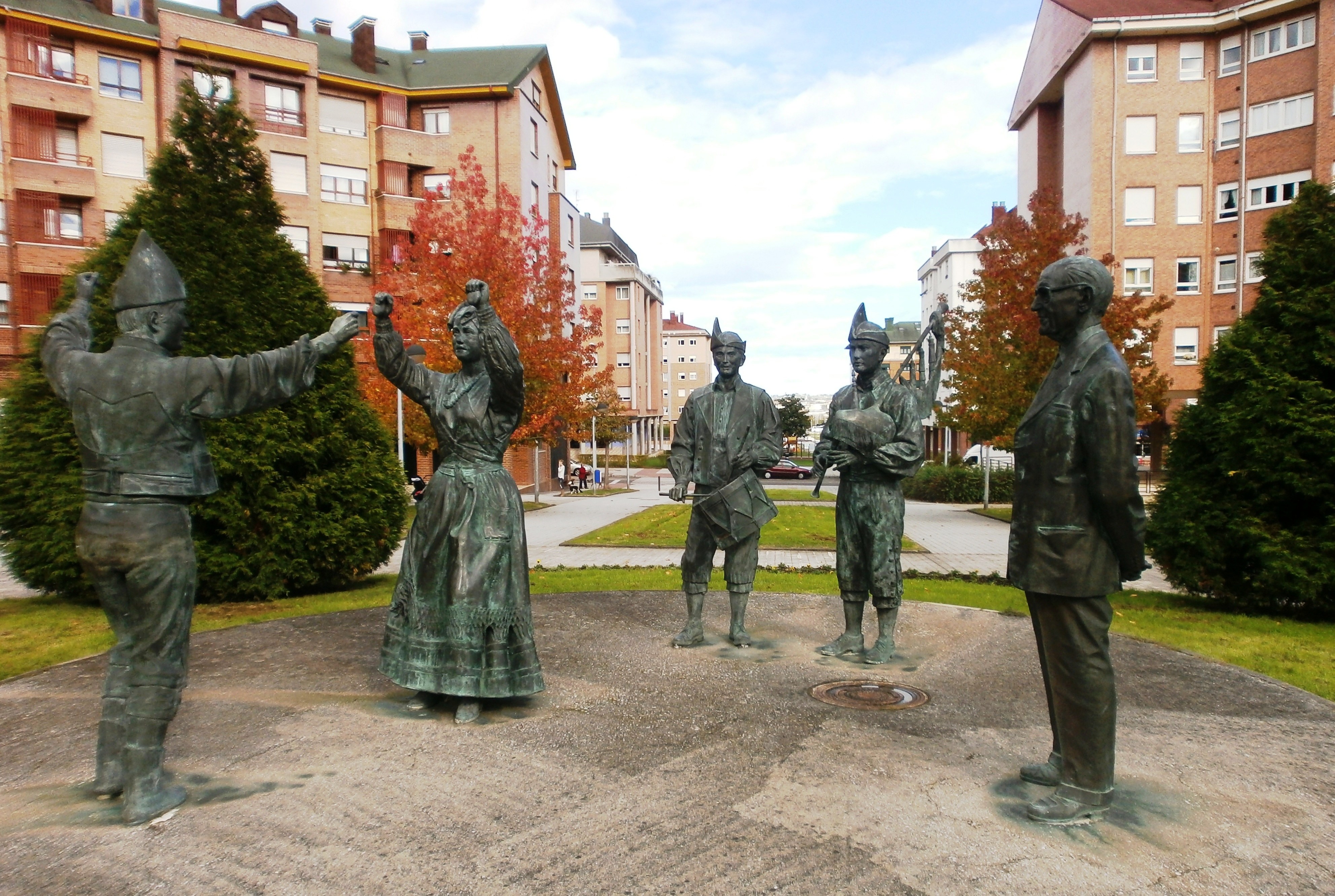
Vista del conjunto escultórico

La escultura urbana conocida por el nombre Homenaje al folklore astur y a Juanín de Mieres, ubicada en la plaza de Juanín de Mieres, La Corredoria, en la ciudad de Oviedo, Principado de Asturias, España, es una de las más de un centenar que adornan las calles de la mencionada ciudad española.
El paisaje urbano de esta ciudad,  se ve adornado por  obras escultóricas, generalmente monumentos conmemorativos dedicados a personajes de especial relevancia en un primer momento, y más puramente artísticas desde finales del siglo XX.
La escultura, hecha en bronce, es obra de Félix Alonso Arena, y está datada en 1999.
Se trata de un monumento  destinado a homenajear al conjunto del folklore asturiano. El conjunto está formado por una figura central, el cantante, que se presenta en la misma actitud, con las manos a la espalda, que tendría si fuera a comenzar a actuar. Se ve acompañada esta figura por una pareja de bailarines vestidos con trajes típicos regionales, completando la escena los músicos: un gaitero y un tamborillero.